# Condamnez-moi
Pour plus de détails, voir Fiche technique et Distribution.
Condamnez-moi (Love and Learn) est un film américain réalisé par Frank Tuttle, sorti en 1928.

## Fiche technique
- Titre original : Love and Learn
- Titre français : Condamnez-moi
- Réalisation : Frank Tuttle
- Scénario : Doris Anderson, Louise Long, Herman J. Mankiewicz et Florence Ryerson
- Photographie : Harry Fischbeck
- Montage : Verna Willis
- Société de production : Paramount Pictures
- Pays d'origine : États-Unis
- Format : Noir et blanc - 1,33:1 - Film muet
- Date de sortie : 1928

## Distribution
- Esther Ralston : Nancy Blair
- Lane Chandler : Anthony Cowles
- Hedda Hopper : Mrs. Ann Blair
- Claude King : Robert Blair
- J.J. Clark : Hansen
- Helen Lynch : Rosie
- Guy Oliver : Détective